# József Csák
József Csák (Budapest, 10 de noviembre de 1966) es un deportista húngaro que compitió en judo.
Participó en los Juegos Olímpicos de Barcelona 1992, obteniendo una medalla de plata en la categoría de –65 kg. Ganó cuatro medallas en el Campeonato Europeo de Judo entre los años 1986 y 2000.

## Palmarés internacional
| Juegos Olímpicos   | Juegos Olímpicos       | Juegos Olímpicos  | Juegos Olímpicos |
| Año                | Lugar                  | Medalla           | Categoría        |
| ------------------ | ---------------------- | ----------------- | ---------------- |
| 1992               | Barcelona (España)     | Medalla de plata  | –65 kg           |
| Campeonato Europeo |                        |                   |                  |
| Año                | Lugar                  | Medalla           | Categoría        |
| 1986               | Belgrado (Yugoslavia)  | Medalla de oro    | –60 kg           |
| 1989               | Helsinki (Finlandia)   | Medalla de bronce | –65 kg           |
| 1991               | Praga (Checoslovaquia) | Medalla de plata  | –65 kg           |
| 2000               | Breslavia (Polonia)    | Medalla de plata  | –66 kg           |